# Infurcitinea sardiniella
Infurcitinea sardiniella is een vlinder uit de familie echte motten (Tineidae). De wetenschappelijke naam is voor het eerst geldig gepubliceerd in 1942 door Vari.
De soort komt voor in Europa.